# 1902 en musique classique
| \| • Retour à la chronologie générale de la musique classique • \| |
| Grèce • Rome • Haut Moyen Âge • VIIIe siècle • IXe siècle • Xe siècle • XIe siècle XIIe siècle • XIIIe siècle • XIVe siècle • XVe siècle • XVIe siècle • XVIIe siècle XVIIIe siècle • XIXe siècle • XXe siècle • XXIe siècle |
| • Retour à la chronologie générale de la musique classique • |

| Années en musique classique : 1899 - 1900 - 1901 - 1902 - 1903 - 1904 - 1905    |
| Décennies en musique classique : 1870 - 1880 - 1890 - 1900 - 1910 - 1920 - 1930 |

## Événements

### Créations

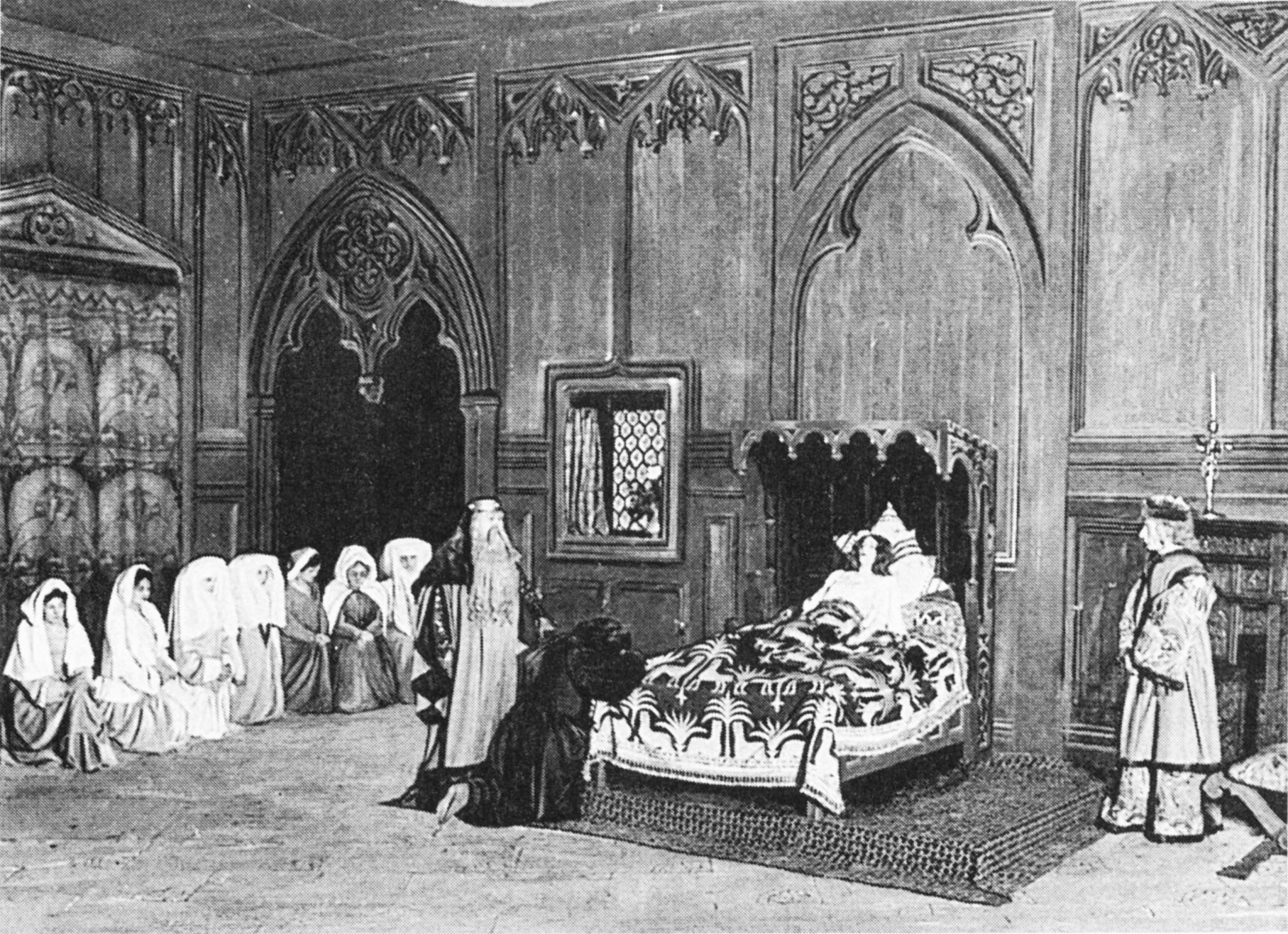
Acte de V de Pelléas et Mélisande photographié en 1902.

- 3 janvier : Siegfried, opéra de Richard Wagner, créé à Paris.
- 3 janvier : Madame Chrysanthème, opéra d'André Messager avec Edmond Clément et Mary Garden, création Opéra de Monte-Carlo[1]
- 4 janvier : Els Pirineus, opéra de Felipe Pedrell, créé au Grand théâtre du Liceu à Barcelone.
- 12 janvier : la Symphonie no 2 de Scriabine, créée à Saint-Pétersbourg sous la direction de Anatoli Liadov.
- 17 janvier : Les Guelfes, opéra de Benjamin Godard et Louis Gallet, créé au Théâtre des Arts de Rouen.
- 18 février : Le Jongleur de Notre-Dame, opéra de Jules Massenet, créé à l'Opéra de Monte-Carlo sous la direction de Léon Jehin.
- 8 mars : 
  - La Nuit transfigurée pour sectuor à cordes d'Arnold Schönberg, créée à Vienne.
  - la Symphonie no 2 de Jean Sibelius, créée à Helsinki par l'Orchestre philharmonique d'Helsinki dirigé par le compositeur.
- 21 mars : la Sinfonia Domestica de Richard Strauss, créée à New York.
- 5 avril : Jeux d'eau et Pavane pour une infante défunte de Maurice Ravel, créés à Paris par Gabriel Grovlez.
- 30 avril : La première représentation à l'Opéra-Comique du drame lyrique Pelléas et Mélisande de Claude Debussy fait scandale.
- 9 juin : la Symphonie no 3 (terminée en 1896) de Mahler, créée à  Krefeld par l'Orchestre du Gürzenich de Cologne, sous la direction du compositeur.
- 17 août : Parisatys, opéra de Saint-Saëns, créé aux arènes de Béziers.
- 14 octobre : Servilia, opéra de Nicolaï Rimski-Korsakov, créé à Saint-Pétersbourg.
- 2 novembre : En Saga opus 9, poème symphonique (version révisée) de Jean Sibelius, créé à Helsinki sous la direction de Robert Kajanus (voir 1893).
- 1er décembre : la Symphonie no 2 de Carl Nielsen, créée sous la direction du compositeur.
- 16 décembre : La Carmélite, comédie musicale en quatre actes et cinq tableaux de Catulle Mendès (musique de Reynaldo Hahn) à l'Opéra Comique, avec Emma Calvé dans le premier rôle.
- 25 décembre : Kachtcheï l'immortel, opéra de Nicolaï Rimski-Korsakov, créé à Moscou.

Date indéterminée
- Symphonie no 5 de Gustav Mahler (création en 1904).
- Rückert-Lieder de Gustav Mahler (création en 1905).
- Sergueï Rachmaninov commence à composer ses Variations sur un thème de Chopin.

### Autres
- 5 avril : Le ténor Enrico Caruso réalise son premier enregistrement phonographique au Grand Hôtel de Milan.
- Création de l'Orchestre symphonique de Québec.
- Création de l'Orchestre philharmonique royal de Stockholm.

## Naissances

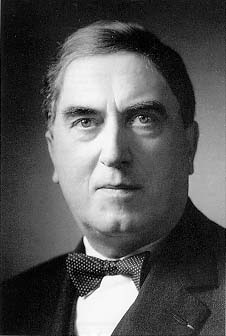
Maurice Duruflé

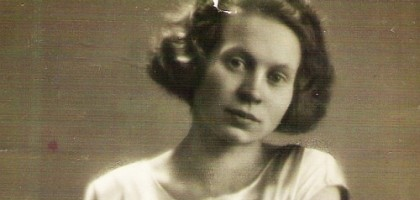
Lūcija Garūta

Eugen Jochum

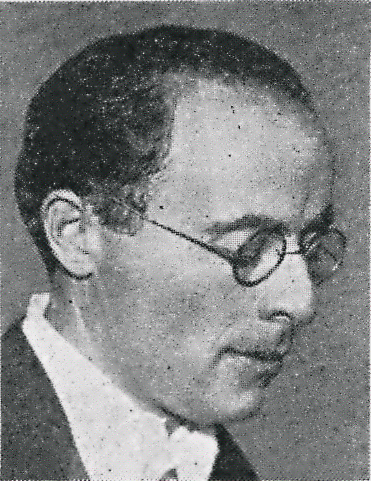
Emanuel Feuermann

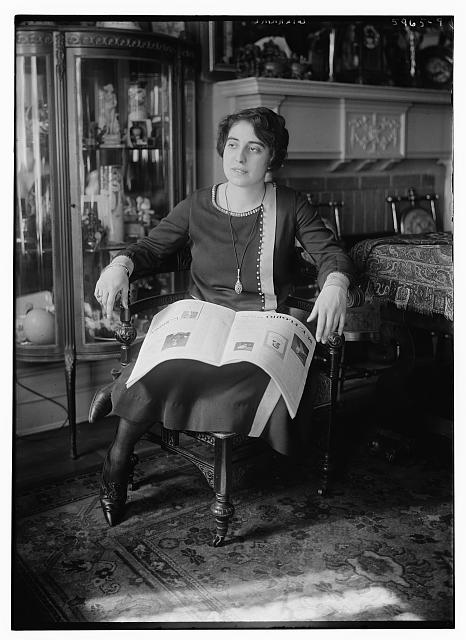
Dusolina Giannini

- 6 janvier : Mark Brunswick, compositeur américain († 26 mai 1971).
- 7 janvier : Julien Falk, compositeur français († 14 mai 1987).
- 11 janvier : Maurice Duruflé, compositeur français († 16 juin 1986).
- 22 janvier : Hedy Frank-Autheried, compositrice autrichienne († 24 mars 1979).
- 27 janvier : Ginette Martenot, pianiste et ondiste française († 6 septembre 1996).
- 13 février : Fred Goldbeck, musicologue et chef d'orchestre français († 3 octobre 1981).
- 14 février : Jean Vieuille, baryton-basse français d'opéra († 6 avril 1967).
- 17 mars : Walther Ludwig, ténor allemand († 15 mai 1981).
- 29 mars :
  - Mario Rossi, chef d'orchestre italien († 29 juin 1992).
  - William Walton, compositeur britannique († 8 mars 1983).
- 7 avril : Lino Liviabella, compositeur, pianiste et enseignant italien († 21 octobre 1964).
- 8 avril :
  - Rosa García Ascot, compositrice et pianiste espagnole († 2 mai 2002).
  - Josef Krips, chef d'orchestre autrichien († 13 octobre 1974)
- 13 avril : Jesús Arámbarri, compositeur et chef d'orchestre espagnol († 11 juillet 1960).
- 20 avril : Vesselin Stoyanov, compositeur bulgare († 29 juin 1969).
- 30 avril : André-François Marescotti, compositeur suisse († 18 mai 1995).
- 11 mai : Bidu Sayão, soprano brésilienne († 13 mars 1999).
- 14 mai : Lūcija Garūta, compositrice, pianiste et poète lettone († 15 février 1977).
- 16 mai : Jan Kiepura, ténor polonais, naturalisé américain († 15 août 1966).
- 18 mai : Meredith Willson, compositeur, chef d'orchestre, flûtiste, librettiste, parolier et écrivain américain († 15 juin 1984).
- 19 mai : Lubka Kolessa, pianiste ukrainienne († 15 août 1997).
- 25 mai : Helvi Leiviskä, compositrice, écrivain, professeur de musique et bibliothécaire finlandaise († 12 août 1982).
- 31 mai : Billy Mayerl, pianiste et compositeur anglais († 25 mars 1959).
- 3 juin : Harry Isaacs, pianiste britannique († 1972).
- 7 juin : Georges van Parys, compositeur français de musique de film, d'opérette et de musique légère († 29 janvier 1971).
- 11 juin : Vissarion Chebaline, compositeur soviétique russe († 29 mai 1963).
- 13 juin : Oliviero De Fabritiis, chef d'orchestre italien († 12 août 1982).
- 15 juin : Max Rudolf, chef d'orchestre allemand († 28 février 1995).
- 26 juin :
  - Antonia Brico, chef d'orchestre et pianiste américain († 3 août 1989).
  - Hugues Cuénod, ténor suisse († 6 décembre 2010).
- 2 juillet : Germaine Thyssens-Valentin, pianiste († 7 juillet 1987).
- 4 juillet : Erik Tuxen, chef d'orchestre et compositeur danois († 28 août 1957).
- 10 juillet : Sergueï Lemechev, chanteur d’opéra russe († 26 juin 1977).
- 20 juillet : Rose Thisse-Derouette, compositrice, chef d'orchestre, musicologue et folkloriste belge († 16 septembre 1989).
- 6 août :
  - Solomon Cutner, pianiste anglais († 22 février 1988).
  - Margarete Klose, mezzo-soprano allemande († 14 décembre 1968).
- 7 août : 
  - Luigi Amodio, clarinettiste italien († 1942) ).
  - Nino Martini, ténor d'opéra italien († 10 décembre 1976)
- 9 août : Zino Francescatti, violoniste et pédagogue français († 17 septembre 1991).
- 18 août : Julius Kalaš, compositeur tchèque († 12 mai 1967).
- 21 août : Renato Fasano, chef d'orchestre et musicologue italien († 3 août 1979).
- 25 août : Stefan Wolpe, compositeur d'origine allemande († 4 avril 1972).
- 14 septembre : Pierre Pasquier, altiste français († 5 mars 1986).
- 17 septembre : Jules Semler-Collery, compositeur et chef d'orchestre militaire français († 3 novembre 1988).
- 23 septembre : Montagu Slater, poète, romancier, scénariste et librettiste anglais († 19 décembre 1956).
- 6 octobre : Gui Mombaerts, pianiste belge († 10 juin 1993).
- 22 octobre : Louis Musy, baryton d'opéra français et directeur artistique († 19 octobre 1981).
- 1er novembre : Eugen Jochum, chef d'orchestre allemand († 26 mars 1987).
- 15 novembre : Frederico de Freitas, compositeur, chef d'orchestre, musicologue et pédagogue portugais († 12 janvier 1980).
- 16 novembre : Richard Kraus, chef d'orchestre allemand († 11 avril 1978).
- 22 novembre : Emanuel Feuermann, violoncelliste autrichien († 25 mai 1942).
- 3 décembre : Ivan Sollertinski, musicologue, historien des arts, critique littéraire et musicale soviétique († 11 février 1944).
- 19 décembre : Dusolina Giannini, soprano américaine († 29 juin 1986).
- 22 décembre : Afro Poli, baryton et acteur italien († 22 février 1988).

Date indéterminée

## Décès

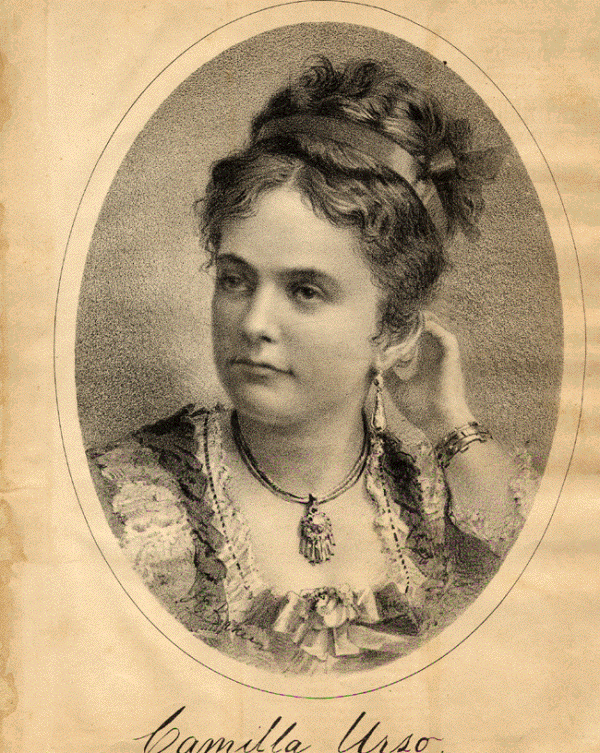
Camille Urso.

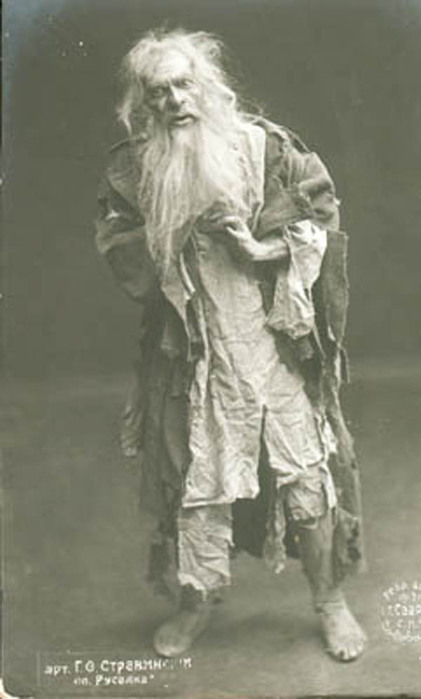
Feodor Stravinsky.

- 7 janvier : Agnès Bernouilly, pianiste et compositrice allemande (° 19 juillet 1925).
- 18 janvier : Filippo Marchetti, compositeur d'opéras italien (° 26 février 1831).
- 20 janvier : Camille Urso, violoniste française (° 13 juin 1842).
- 1er février : Salomon Jadassohn, pédagogue, chef d’orchestre et compositeur allemand (° 13 août 1831).
- 21 mars : Franz Nachbaur, ténor allemand (° 25 mars 1835).
- 30 mai : Giovanni Lucantoni, compositeur italien (° 18 janvier 1825).
- 6 juin : Leopoldo Miguez, compositeur, violoniste et chef d'orchestre brésilien (° 9 septembre 1850).
- 17 juin : Karl Piutti, compositeur, organiste, professeur et critique musical allemand (° 30 avril 1846).
- 20 juin : Kaspar Joseph Brambach, musicien et compositeur allemand (° 14 juillet 1833).
- 24 juin : Cyrille Rose, clarinettiste et compositeur français (° 13 février 1830).
- 2 juillet : Émery Lavigne, pianiste, organiste, compositeur et professeur de musique québécois  (° 27 janvier 1859).
- 13 juillet : Benjamin Bilse, maître de chapelle, directeur musical et compositeur allemand (° 17 août 1816).
- 15 juillet : Antony Choudens, compositeur et éditeur de musique français (° 11 février 1849).
- 3 août : August Klughardt, musicien et compositeur allemand (° 30 novembre 1847).
- 23 août : Teresa Stolz, soprano (° 2 juin 1834).
- 31 août : Mathilde Wesendonck, amie et inspiratrice de Richard Wagner (° 23 décembre 1828).
- 7 septembre : Franz Wüllner, compositeur et chef d'orchestre allemand (° 28 janvier 1832).
- 11 septembre : Émile Bernard, organiste et compositeur français (° 28 novembre 1843).
- 4 décembre : Feodor Stravinsky, basse russe (° 20 juin 1843).
- 22 décembre : William Kipp Bassford, organiste, pianiste et compositeur américain (° 23 avril 1839).